# ريتشارد أبلتون
ريتشارد أبلتون (بالإنجليزية: Richard Appleton)‏ هو شاعر بريطاني، ولد في 17 يناير 1932، وتوفي في 27 أبريل 2005.